# Tóth Aladár-szobor

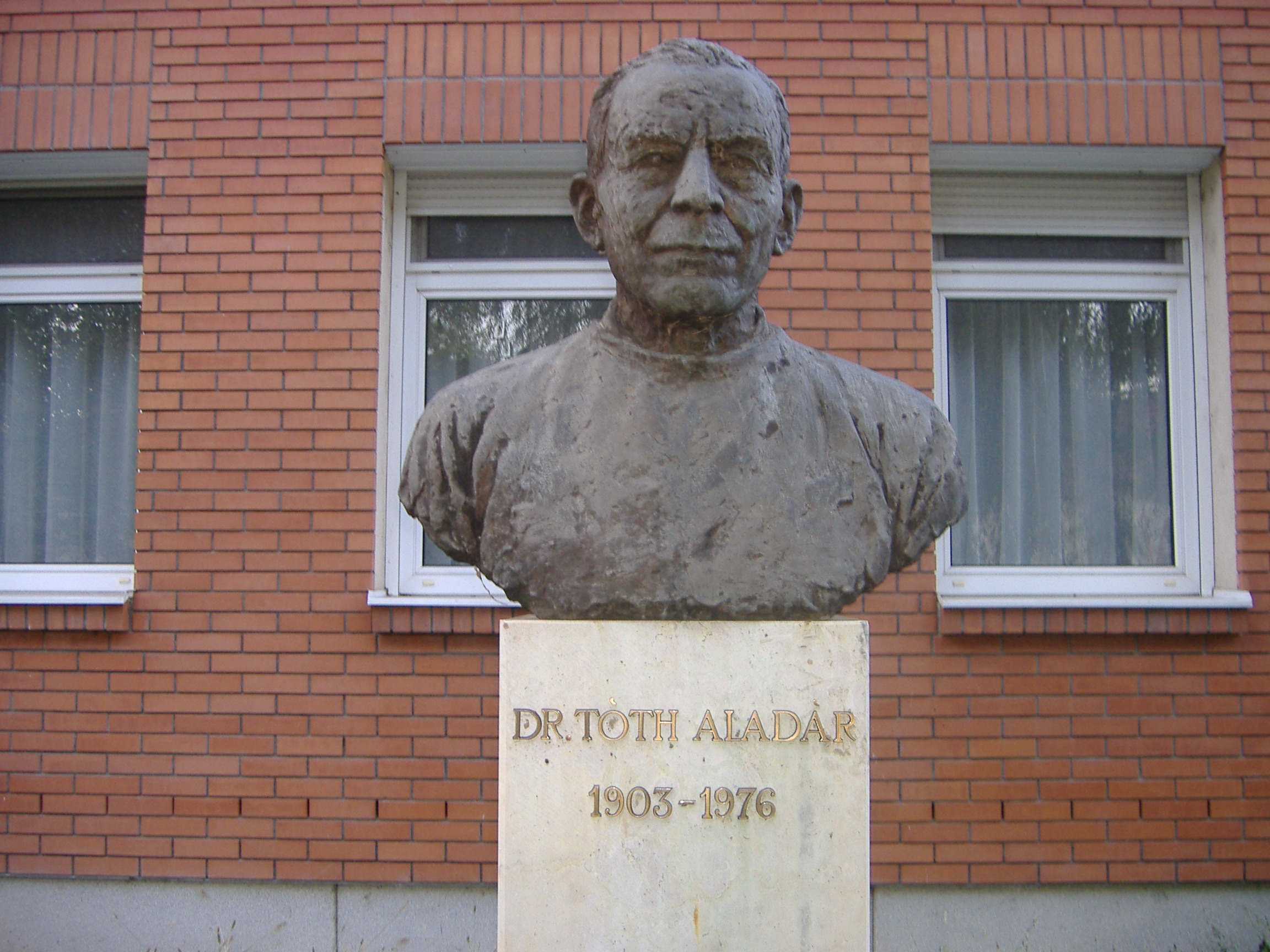
A szobor

Tóth Aladár szobra Makón található, Vertán városrészben. A főorvosnak a Dr. Diósszilágyi Sámuel Kórház-Rendelőintézet épülete előtt állítottak emléket.
A pécsi születésű Tóth Aladár (1903–1976) 1931–1975 között dolgozott fül-orr-gégészként Makó közkórházában. Hivatását magas szinten gyakorolta, de alakja nemcsak emiatt vált legendává. Lelkiismeretessége, alázata, odaadó emberszeretete legalább annyira példaértékűvé tették személyét. "Mindenki doktor bácsija" fáradhatatlanul végezte gyógyító munkáját: kerékpárral járva látogatta a nehezen járó betegeit, a szegényebbek gyógyszereit saját pénzéből vette meg.
A hitben élő orvos számára a kereszténység nem tan, hanem életforma volt. A szegények istápolójaként és a valláerkölcsi nevelés apostolaként is ismert szakember 1990-ben posztumusz díszpolgári címet kapott Makótól.
Gerizdes városrész lakó az 1990-es évek elején aláírásgyűjtésbe kezdtek, hogy a sokak által tisztelt orvos emlékét ne csak utca és emléktábla, hanem szobor is őrizze. A kezdeményezés mögé állt a városi önkormányzat mellett a kórház és a helyi katolikus hitközség is.
Az alkotást Kiss Jenő Ferenc, makói szobrász készítette. Az ő munkája a Pulitzer-szobor, és a 2009-ben felavatott Fátyol Misi-szobor is. A bronzszobor gránittalapzaton áll. 1996-ban avatta föl Buzás Péter polgármester és Strobl Ferenc, a kórház főorvosa; Gyulay Endre, a Szeged-Csanádi Egyházmegye püspöke áldotta meg.
A szobrot alkotó Kiss Jenő Ferenc számára a karakter megragadását a személyes ismeretség és a közvetlen tapasztalat megkönnyítette, hiszen a doktor őt is kezelte gyermekkorában; ráadásul édesanyjától – aki az orvos háztartási alkalmazottja volt – ugyancsak sok emléket gyűjthetett a jóságos, fehér hajú személyiségről.